# 학섬
학섬(학도, 鶴島)은 경상남도 사천시 늑도동에 있는 섬이다. 특정도서로 지정하여 관리되고 있다.

## 특정도서
학섬(학도)은 해식애와 파식대 분포하고, 소나무와 후박나무군락의 식생이 양호하며, 자연경관이 우수하여 독도 등 도서지역의 생태계보전에 관한 특별법에 의거 특정도서로 지정되었다.
- 지정번호 : 제119호
- 면적 : 8,231m2
- 지번 : 경상남도 사천시 늑도동 산9